# 荷黑·波朗柯
荷黑·路易斯·帕切可·波朗柯（西班牙語：Jorge Luis Pacheco Polanco，1996年5月27日—），為美國職棒大聯盟的內野手，目前效力於西雅圖水手，他先前曾效力於雙城隊。

## 職業生涯
2009年，波朗柯以國際自由球員的身分與雙城隊簽約。2010年他從新人聯盟出發，打擊率2成33。2011年和2012年，他繼續待在新人聯盟，這兩年的打擊率分別為2成50和3成18。2013年，他順利升上1A，他在1A的打擊率為3成08。該年11月，還在1A的他就已經被雙城加到40人名單內。2014年球季，他升上高階1A。
2014年6月26日，波朗柯連跳2級直升大聯盟。不過2014年和2015年球季他總共只出賽9場比賽。2016年球季，他出賽69場比賽，打擊率2成82，4轟27分打點。2017年，波朗柯已經站穩雙城隊游擊手的位置，該年他出賽133場比賽，打擊率為2成56，13轟74分打點。
2018年3月18日，波朗柯因為藥檢被檢驗出對康力龍呈現陽性反應。因此他被大聯盟懲處季後賽不得上場。該年他出賽77場比賽，打擊率為2成88，6轟42分打點。
2019年4月5日，波朗柯只花了4個打數就完成完全打擊。而且他在那場比賽擊出5支安打，不過球隊最後4比10輸給費城人隊。這一年他順利入選明星賽，還成為美聯先發游擊手。該年他出賽153場比賽，打擊率2成95，22轟79分打點。

## 外部連結
- 球員資訊和成績在MLB ，ESPN ，Retrosheet ，Baseball Reference ，Baseball Reference (Minors) ，Fangraphs ，The Baseball Cube （英文）
- 荷黑·波朗柯的Instagram帳戶

| 成就               | 成就                  | 成就            |
| ------------------ | --------------------- | --------------- |
| 前任： 布羅克·霍特 | 完全打擊 2019年4月5日 | 繼任： 大谷翔平 |